# Jerked beef

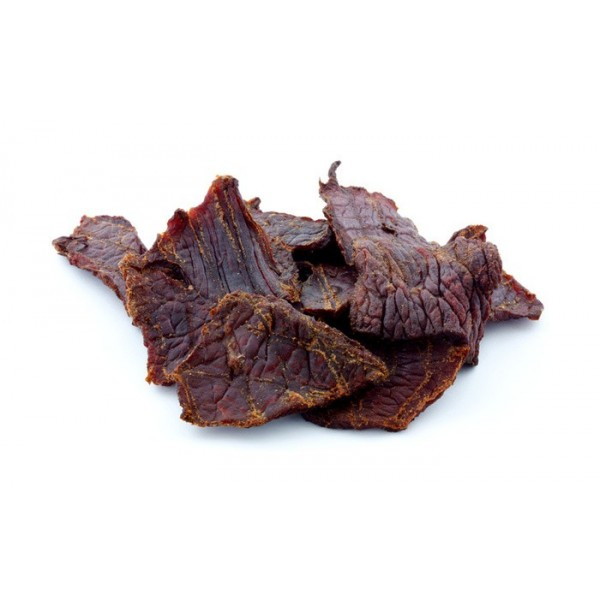
Jerked beef

O Jerked beef (tradicionalmente traduzido como carne seca) é um produto assemelhado ao charque, classificado e aprovado pelo Ministério da Agricultura do Brasil como "carne bovina salgada, curada e dessecada". O termo inglês "jerky" é uma corruptela da palavra quíchua "charqui" (carne seca).
Pela própria definição é uma carne "curada", ou seja, além de passar por processo para conservar-se por um período de tempo mais longo (salga e desidratação), também são adicionados compostos para melhora da cor, aroma ou gosto da carne; no caso do jerked beef são adicionados nitrito e/ou nitrato de sódio ou potássio que agem como fixadores da cor e bacteriostáticos.
Geralmente é produzido de cortes desossados largos e delgados (mantas) do dianteiro e traseiro bovino, e assim como o charque, é salgado e seco ao sol, porém a quantidade de sal e exposição solar são menores, o que torna o produto mais macio e úmido, com aspecto mais avermelhado.
O produto possui várias normas de fabricação: sua desossa e salga deve ser realizada em ambiente climatizado, a secagem feita em varais telados, a cura com nitrato/nitrito bem controlada, o teor máximo de água do produto deve ser de 55% e ser distribuído em embalagens a vácuo.
Há várias aplicações na culinária, sendo no Brasil largamente usado como ingrediente da feijoada.